# 費耶特縣 (阿拉巴馬州)
費耶特縣（英語：Fayette County）是美國亞拉巴馬州西北部的一個縣。面積1,630平方公里。根據美國人口調查局2000年統計，共有人口18,495，其中白人占86.92%、非裔美國人占11.93%。縣治費耶特。
成立於1824年12月20日，縣名是紀念美國獨立戰爭英雄、法國大革命領導者，拉法葉侯爵。本縣是一個禁酒的縣。